# North Stack
North Stack (walisisch:Ynys Arw) ist eine Insel vor Holy Island im Norden von Wales.
Die Insel ist unbewohnt. Auf den Klippen von Holy Island direkt gegenüber der Insel befand sich ab 1801 eine Optische Telegraphenstation, die über eine Station auf der Spitze von Holyhead Mountain Signale, die von Schiffen kamen, in den Hafen von Holyhead übermitteln konnte. Von 1854 bis 1908 gab es eine Nebelwarnstation auf den Klippen, die mit einer Kanone die Glocke des South Stack Lighthouse auf South Stack unterstützen sollte. Das Gebäude der Nebelwarnstation ist heute eine Vogelbeobachtungsstation. Die Künstlerin Phillipa Jacobs lebt an den Klippen gegenüber von North Stack.
Die Klippen von North Stack werden von vielen Kletterern als die eindrucksvollsten Großbritanniens bezeichnet.
Der Anglesey Coastal Path, ein Teil des Wales Coast Path führt an North Stack vorbei.